# LUBILOSA

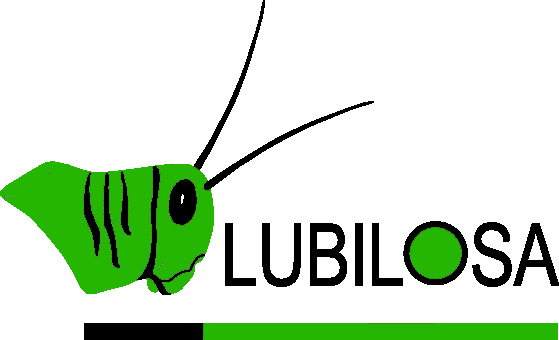
Het logo van LUBILOSA.

LUBILOSA was de naam van een onderzoeksprogramma dat ernaar streefde om een biologisch alternatief te ontwikkelen voor de chemische bestrijding van sprinkhanen. 
De naam is een acroniem van de Franse titel van het programma: Lutte Biologique contre les Locustes et les Sauteriaux (Biologische bestrijding van trek- en gewone sprinkhanen). 
Tijdens de 13 jaar van zijn bestaan (november 1989 tot december 2002) heeft het programma een isolaat van de schimmel Metarhizium geïdentificeerd dat virulent is tegen sprinkhanen en heeft alle stappen genomen die nodig waren om het biologische bestrijdingsmiddel Green Muscle te ontwikkelen dat de sporen (of beter: conidia) van die schimmel bevat.

## Medewerkers
Het programma werd bedacht door Chris Prior en David Greathead van het International Institute of Biological Control (IIBC), een voormalig onderzoeksinstituut van CAB International dat in die tijd gevestigd was op het Silwood Park in het Verenigd Koninkrijk. 
Het IIBC verzocht om en verkreeg de medewerking van het voormalige Biological Control Centre for Africa in Cotonou, Benin, dat het eigendom was het International Institute of Tropical Agriculture (IITA). Toen het IIBC financiële steun vroeg aan het Directoraat Generaal voor Internationale Samenwerking (DGIS), droeg die bij door een Nederlandse sprinkhanendeskundige te betalen die ondergebracht werd bij het Département de Formation en Protection des Végétaux (DFPV: Afdeling voor de Opleiding in Gewasbescherming) van het Regionaal Centrum AGRHYMET (CRA) in Niamey, Niger, dat onderdeel is van het Comité permanent Inter-états de Lutte contre la Sécheresse dans le Sahel (CILSS: Permanent Meerstaten-Comité voor droogtebestrijding in de Sahel). Aangezien het DFPV een eigen begroting kreeg binnen LUBILOSA, werd het een volwaardige partner in het programma. 
Gedurende enkele jaren heeft LUBILOSA met het sprinkhanenprogramma van GIZ (voormalig GTZ) samengewerkt. Permanente samenwerking was er met de gewasbeschermingsagentschappen van Niger, Benin, Burkina Faso, Tsjaad, Mali, Senegal en Gambia.

## Donoren
Het LUBILOSA-programma werd ondersteund door de volgende donoren:
- CIDA: Canadian International Development Agency
- DFID: Department for International Development, VK
- DGIS: Directoraat-Generaal voor Internationale Samenwerking
- SDC: Swiss Agency for Development and Cooperation
- USAID: United States Agency for International Development

Voor de duur van het programma hebben deze donoren 10,2 miljoen Britse pond (destijds ongeveer 17 miljoen dollar) bijgedragen.

## Vier fasen
Het LUBILOSA-programma is gefinancierd in fasen van elk drie tot vier jaar:
- Eerste fase 1990-1992
- Tweede fase 1993-1995
- Derde fase 1996-1998
- Vierde fase 1999-2002

### Eerste fase
Het programma startte eind 1989, toen Chris Prior en David Greathead financiering hadden verkregen en een team hadden gevormd om biologische middelen voor sprinkhanenbestrijding te ontwikkelen. Tijdens de evaluatie van de verschillende opties voor biologische bestrijding werd al gauw duidelijk dat olieformuleringen van de sporen van bepaalde schimmels behorende tot de vormstam Deuteromycota (Anamorfe schimmels) de meest veelbelovende waren. Zulke schimmels kunnen op kunstmatige voedingsbodems groeien en kunnen daardoor vrij snel in grote hoeveelheden worden geproduceerd. Hun sporen zijn lipofiel en kunnen daarom gemakkelijker in olie dan in water worden gesuspendeerd. Aangezien sprinkhanenbestrijding meestal wordt uitgevoerd met olieformuleringen toegediend in ultralage volumedoses (ULV), maakte de ontwikkeling van een olieformulering van schimmelsporen het voor gebruikers mogelijk dezelfde toedieningsapparatuur te gebruiken als voor chemische bestrijdingsmiddelen en doeltreffendheid te maximaliseren.
Gewoonlijk zijn schimmels het meest actief onder vochtige omstandigheden en ze werden daarom in waterformuleringen toegediend in vroege pogingen hen als bestrijdingsmiddelen te gebruiken. De resultaten waren echter vaak teleurstellend in de praktijk en deze aanpak is sindsdien grotendeels verlaten tijdens het grootste deel van de 20ste eeuw. Toen de interesse in microbiële bestrijding herleefde, werden waterformuleringen van schimmels aanvankelijk met succes in kassen gebruikt, maar de resultaten in de volle grond bleven teleurstellend. In de jaren tachtig ontdekte Prior dat sommige anamorfe schimmels effectiever zijn wanneer ze in olie worden toegediend.
Tijdens de eerste fase van LUBILOSA werd de technische haalbaarheid van het gebruik van zulke formuleringen in sprinkhanenbestrijding aangetoond in het laboratorium en vervolgens in veldkooi- en arenaproeven. Een uitgebreide zoektocht is toen gelanceerd in West-Afrika en het Arabische Schiereiland om isolaten te zoeken die virulent waren tegen sprinkhanen, want slechts weinig van zulke isolaten waren beschikbaar in publieke verzamelingen. 
De zoektocht maakte gebruik van een netwerk van medewerkers en vond zo'n 180 isolaten, waarvan vele tot de soort Metarhizium acridum behoorden en sommige tot andere Metarhizium soorten en tot Beauveria bassiana met enkele meldingen van Syngliocladium acridiorum (syn. Sorosporella). Laboratoriumscreening van deze isolaten toonde aan dat M. acridum duidelijk de meest virulente soort was onder warme omstandigheden (30 °C) en bevestigde de keuze van isolaat IMI 330189 voor verdere ontwikkeling. Daaropvolgende proeven in kooien en arena's bevestigde dat olieformuleringen zelfs onder zeer droge omstandigheden besmettelijk waren. IMI 330189 en vergelijkbare isolaten werden in vroege artikelen tot Metarhizium flavoviride gerekend en vervolgens tot Metarhizium anisopliae var. acridum, maar ze worden nu beschreven als Metarhizium acridum (Driver & Milner) J.F. Bisch., Rehner & Humber.

### Tweede fase
Tijdens de tweede fase is de olieformulering in het veld getest en effectief bevonden. Het bleek moeilijk te zijn om veldproeven uit te voeren op zulke zeer mobiele insecten als sprinkhanen. Bij treksprinkhanen kunnen vaste percelen niet gebruikt worden, tenzij ze enkele vierkante kilometers groot zijn. Het is dan dus noodzakelijk om groepen 'hoppers' (sprinkhanennimfen) te volgen. 
Hoewel er vele sprinkhaneninfestaties waren tijdens deze fase, zowel van de woestijnsprinkhaan (Schistocerca gregaria) als van de bruine treksprinkhaan (Locustana pardalina), waren de chemische bestrijdingsteams ook zeer actief en kon er dus weinig voortgang geboekt worden in de ontwikkeling van technieken om het effect van Metarhizium op onbedwongen treksprinkhanen te meten. Het was echter mogelijk om de behandelingen tegen de stinksprinkhaan (Zonocerus variegatus) in de bosgordel en tegen Saheliaanse sprinkhanen, vooral de Senegalese sprinkhaan (Oedaleus senegalensis), op te schalen.
Er werd contact gelegd met verschillende internationaal welbekende producenten van biopesticiden om erachter te komen of zij in staat en bereid zouden zijn om sporen aan LUBILOSA te leveren tijdens de derde fase, maar geen enkele kon die toezegging doen. Derhalve is een deel van het IITA-station in Cotonou omgebouwd tot sporeproductie-eenheid en is de personeels- en technische capaciteit verhoogd om aan de behoefte aan sporen te voldoen. De faciliteit bleek een uitstekende onderzoekseenheid te zijn en maakte het mogelijk om de technische specificaties te verfijnen en om productie, controle van besmetting, scheiding van sporen, droging en verpakking te testen.

### Derde fase

#### Veldproeven
Het LUBILOSA-team bleef uitzien naar mogelijkheden om Metarhizium tegen sprinkhanen te testen. Veldproeven werden uitgevoerd tegen Senegalese sprinkhanen, Afrikaanse rijstsprinkhanen (Hieroglyphus daganensis), stinksprinkhanen, Saheliaanse boomsprinkhanen (Anacridium melanorhodon), bruine treksprinkhanen en woestijnsprinkhanen. Deze proeven toonden aan dat Metarhizium bij een dosis van 50 g/ha sprinkhanenpopulaties binnen twee tot drie weken met 80-90% kon verminderen.
Beheersing van treksprinkhanen op populatieniveau was moeilijker te bereiken, maar een significant effect werd aangetoond op groepen hoppers ondanks de grote moeilijkheden om individuele groepen te volgen. Tijdens sommige proeven tegen Senegalese sprinkhanen is ook het chemische bestrijdingsmiddel fenitrothion ter vergelijking gebruikt. Vanwege diens tamelijke korte persistentie bleek dit middel veel minder effectief dan gewoonlijk aangenomen werd. Het was zeer effectief om een onmiddellijke scherpe afname van de populatiedichtheden te veroorzaken, maar het voortdurende uitkomen van eitjes en remigratie naar de behandelde parcelen maakten deze dichtheden weer na minder dan een week toenemen, totdat zij na ongeveer twee tot drie weken het originele niveau weer bereikten of overtroffen. Aan de andere kant verminderde Metarhizium de populatieniveaus langzamer maar handhaafde het lage niveaus tijdens minstens anderhalve maand. De halveringstijd van de sporen op de vegetatie is geschat op meer dan 7 dagen onder de omstandigheden van de Saheliaanse regentijd en sommige sporen moeten natuurlijk de droge tijd overleven.

#### Sprinkhanengedrag
Tijdens deze veldproeven werd het duidelijk dat sprinkhanen bemerken dat ze geïnfecteerd worden, en dat ze hun gedrag daaraan aanpassen. Zij brengen met name meer tijd door met zonnen, zelfs tijdens het midden van de dag. Ongeïnfecteerde sprinkhanen zonnen ook zolang hun lichaamstemperatuur onder de gewenste 38-40 °C is. Nauwkeurig onderzoek wees echter uit dat geïnfecteerde sprinkhanen hun lichaamstemperatuur nog 4° hoger laten oplopen. Dit effect werd “behavioural fever” (gedragskoorts) genoemd en aangenomen wordt dat dit de infectie vertraagt net als koorts in warmbloedige dieren. 
Dit zonnengedrag levert een probleem op voor de schimmel. De temperatuur waar die de voorkeur aan geeft, is 28-30 °C en hij stopt met groeien boven de 35°. Metingen aan lichaamstemperaturen in het veld hebben aangetoond dat zonnengedrag de beschikbare tijd voor groei met vele uren per dag vermindert. Onder bepaalde omstandigheden maakt dit het mogelijk voor de insecten om minstens een eipakket te leggen alvorens dood te gaan. Het is interessant te weten dat gezonde sprinkhanen, met name de wijfjes, enige tijd na de laatste vervelling doormaken om seksuele rijpheid te bereiken en eitjes te leggen. Gedurende deze tijd leggen ze voldoende vetvoorraden aan om tot drie eipakketten te leggen. Geïnfecteerde individuen laten deze dikmaakperiode echter vallen en beginnen na de vervelling meteen eitjes te ontwikkelen. Dit put hen gewoonlijk zozeer uit dat ze na het leggen van een eipakket doodgaan. Dus zelfs als Metarhizium zijn slachtoffer niet voor of kort na de laatste vervelling doodt, maakt het meestal slechts het leggen van een enkel eipakket mogelijk en vermindert het daardoor de vruchtbaarheid van geïnfecteerde wijfjes.

#### (Eco)toxicologie
Tijdens de derde fase begon het programma de milieu-impact van het gekozen Metarhizium-isolaat (IMI 330189) te onderzoeken. Standaard toxicologische tests uitgevoerd door gecertifieerde laboratoria toonden aan dat de stam praktisch geen effect had op zoogdieren, vogels en vissen (bijvoorbeeld LD50 voor ratten >2000 mg actief bestanddeel per kg lichaamsgewicht). Andere toxicologische en ecotoxicologische testen zijn door het LUBILOSA-team uitgevoerd. Een belangrijk doel was om aan te tonen dat het isolaat slechts sprinkhanen infecteerde. Infectietests zijn daarom uitgevoerd op een groot aantal ongewervelden. Het overgrote deel kon niet eens door hoge doses worden geïnfecteerd. 
Sommige insecten echter, zoals termieten, honingbijen, bepaalde sluipwespen en zijderupsen, werden geïnfecteerd onder laboratoriumomstandigheden. Vervolgexperimenten zijn onder semi-veld- en volle-veldomstandigheden uitgevoerd en deze toonden aan dat onder deze omstandigheden slechts zijderupsen een belangrijke mate van infectie leden. De gevolgtrekking van al deze proeven was dat de LUBILOSA-stam van Metarhizium niet in staat was om gewervelden te infecteren en dat die slechts een klein aantal soorten insecten infecteerde onder kunstmatige omstandigheden. De beschikbare studies geven aan dat het isolaat onder natuurlijke omstandigheden alleen soorten van de infraorde Acrididea (Orthoptera) en de gedomesticeerde zijderups Bombyx mori infecteert.

#### Massaproductie
De sporeproductie-eenheid in Cotonou maakte het mogelijk de massaproductie van de sporen van de LUBILOSA-stam te optimiseren op een aangepast niveau van technologie. Het gekozen productieproces bevatte een vloeibare en een vaste fase. Tijdens de vloeibare fase wordt de schimmelbiomassa opgebulkt in een oplossing van suiker en gist. Soms worden hierbij onderwatersporen gevormd. Vervolgens wordt de gevormde soep gebruikt om deels gekookte rijst te inoculeren. Het schimmelmycelium dringt de rijst binnen en begint dan te sporuleren. Op dat moment worden substraat en schimmel langzaam gedroogd alvorens de sporen van de rijst te scheiden. Een nieuwe machine is uitgevonden om dit op een efficiënte wijze te volbrengen en die is vervolgens verder ontwikkeld tot de 'MycoHarvester'. 
De studie en de optimisering van het massaproductieproces leidde tot de adoptie van kwaliteitsstandaarden voor de geproduceerde sporen, die opgelegd konden worden aan diegenen die de sporen commercieel onder licentie zouden willen produceren. Kwaliteitscontrole is erg belangrijk, zoals besmettingsniveaus (met name de afwezigheid van menselijke pathogenen), virulentie voor de gewenste schadelijke insecten, het deeltjesgroottespectrum en, niet in het laatst, het percentage levensvatbare sporen. Uitvoerig onderzoek is gedaan naar geoptimaliseerde opslag van sporen, die droog moeten zijn (<5% vochtgehalte) en idealiter onder koele omstandigheden gehouden moeten worden.

#### Commercialisering

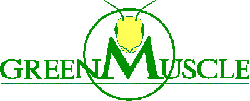
Logo van Green Muscle

Twee commerciële bedrijven gingen ermee akkoord om na te gaan of de productie van Metarhizium voor de markt van de sprinkhanenbestrijding haalbaar en economisch rendabel zou zijn. Dit waren Biological Control Products (BCP) in de buurt van Durban, Zuid-Afrika, en Natural Plant Protection (NPP) in Noguères, Frankrijk (onderdeel van Calliope N.V.). 
Het eerstgenoemde bedrijf heeft het product onder de naam Green Muscle (gedeponeerd door CAB International) eerst in Zuid-Afrika geregistreerd en daarna in andere zuidelijke en oostelijke Afrikaans landen. 
BCP is de belangrijkste producent van biologische bestrijdingsmiddelen in Afrika. Zijn belangrijkste markt is Zuid-Afrika, maar zijn producten worden steeds meer in andere landen verkocht. Het bedrijf produceert en promoot Green Muscle nog steeds. Het is in 2010 door Becker Underwood overgenomen. NPP daarentegen heeft slechts een tijdelijke verkoopvergunning voor de landen van het CILSS in West-Afrika weten te krijgen, maar was niet in staat Green Muscle met zijn eigen productieproces te produceren.

### Vierde fase
De laatste fase van LUBILOSA werd gekenmerkt door promotieactiviteiten en toezicht op de commerciële producent. Het product op de markt brengen en potentiële klanten informeren was niet voldoende. De markt van producten voor sprinkhanenbestrijding was (en is nog) eigenaardig en moeilijk te penetreren. De meeste gebruikers zijn overheids- of intergouvernementele agentschappen betrokken bij sprinkhanenbestrijding. Vooral in het begin bleek het moeilijk om de professionals in deze agentschappen ervan te overtuigen dat een alternatief product nodig was en dat dit product even effectief was als de producten die zij tot dusver hadden gebruikt. Bovendien boden de grote bedrijven van bestrijdingsmiddelen allerlei stimulansen aan aan het personeel van de inkoopafdelingen, zodat zij hun producten zouden kopen. Deze praktijk was moeilijk over te nemen door een klein bedrijf zoals BCP. Tot het einde van het programma, en zelfs daarna, was er een voortdurende behoefte aan meer veldproeven en demonstraties. Op het laatst raakte de Locust Group van de Voedsel- en Landbouworganisatie van de Verenigde Naties (FAO) eindelijk geïnteresseerd en betrokken bij enkele van de proeven, met name tegen de woestijnsprinkhaan.
Afgezien van de Saheliaanse zone worden gewone sprinkhanen over het algemeen niet als serieuze plaaginsecten beschouwd in Afrika en worden ze daarom zelden met pesticiden bestreden. Om die reden was het alleen in de Sahel dat serieuze pogingen gedaan werden om Green Muscle voor hun bestrijding te promoten. In een aantal landen, met name in Niger, zijn verbouwers van graan in dorpsbrigades georganiseerd, die de opdracht hebben om plaaginsecten te bestrijden die de capaciteit van individuele boeren te boven gaan. Green Muscle is aan enkele daarvan gegeven na een korte opleiding in correcte toediening. Na de aanvankelijke teleurstelling over de langzame actie werden de dorpsbewoners gewoonlijk tevreden over het uiteindelijke resultaat. De prijs bleek echter een serieus obstakel. In die tijd waren de productiekosten van een kg Green Muscle ongeveer $ 200. Dat vertaalde zich in een prijs van $ 10 per hectare bij een dosis van 50 g/ha. De prijs van conventionele producten was toen rond de $ 5/ha. Hoewel boeren bereid waren een premie van $ 2 te betalen voor het feit dat Green Muscle onschadelijk was voor hun gezondheid en die van hun veestapel, was het duidelijk dat ze geen $ 10 zouden betalen. Een ander probleem was dat er nog geen producent voor de Westafrikaanse markt was geïdentificeerd en dat de beschikbaarheid van het product daarom niet gegarandeerd kon worden.
Aan het eind van het programma in december 2002 zagen LUBILOSA-partners zich geconfronteerd met een situatie waar marktgebruik van Green Muscle vrijwel niet bestond en alle hoeveelheden uitsluitend voor experimentele doeleinden werden gekocht. BCP stond er alleen voor om het product te promoten met weinig steun van CABI en IITA, die geen fondsen meer hadden voor serieuze activiteiten. Wel was de FAO geïnteresseerd geraakt, wat het nog wel mogelijk maakte een paar veldproeven te doen.

### Na LUBILOSA
Na de beëindiging van het LUBILOSA-programma gingen de activiteiten om het gebruik van Green Muscle te promoten door, met inbegrip van veldproeven tegen rode treksprinkhanen en woestijnsprinkhanen met steun van de FAO. Een nieuw project in West-Afrika, PréLISS (Regionaal Project voor Geïntegreerde Sprinkhanenbestrijding in de Sahel), had to doel een geïntegreerde-bestrijdingsstrategie (IPM in het Engels) te ontwikkelen waarin het gebruik van Green Muscle was opgenomen. Dit project voerde veldproeven uit met gereduceerde doses van Green Muscle en bewees dat 25 g/ha even effectief was als de geregistreerde dosis van 50 g/ha. Het testte ook mengsels met lambda-cyhalothrine (een pyrethroïde bestrijdingsmiddel) om te proberen het probleem van de langzame actie van Green Muscle op te lossen. Aangetoond werd dat de toediening van beide producten samen, elk met een kwart van de geregistreerde dosis, even snelle mortaliteit veroorzaakte als lambda-cyhalothrine alleen en dat het wekenlang lage populatieniveaus handhaafde, en dat alles voor een veel lagere prijs.
Nadat duidelijk was geworden dat NPP Green Muscle niet kon produceren, ging de zoektocht naar een tweede producent door. Een aantal kandidaatproducenten werd benaderd, maar geen enkele was bereid de uitdaging aan te nemen. Deze toestand veranderde slechts toen woestijnsprinkhanen Westafrikaanse landen tegen het eind van 2003 begonnen binnen te vallen. De toenmalige president van Senegal, Abdoulaye Wade, en zijn vrouw Viviane waren zeer bezorgd bij het vooruitzicht dat enorme hoeveelheden chemische bestrijdingsmiddelen gespoten zouden worden om de plaag het hoofd te bieden. De 'first lady' gaf haar technische adviseur Sébastien Couasnet opdracht uit te vinden of een alternatief bestond. Kennelijk was de informatie over Green Muscle blijven steken op professioneel niveau in het gewasbeschermingsagentschap van Senegal (en zeer waarschijnlijk ook van andere landen), niettegenstaande alle pogingen van LUBILOSA en PréLISS om het bestaan van het nieuwe product wijd bekend te maken.
Couasnet stuitte op de website van LUBILOSA, die nog steeds bij het IITA onderhouden werd door de projectleider van PRéLISS. De twee mannen ontmoetten elkaar in Cotonou en gingen meteen aan de slag om een productie-eenheid voor Green Muscle te ontwerpen. Couasnet wist de 'first lady' ervan te overtuigen de financiering te regelen en de bouw van de installatie begon in 2005. 
Het duurde even om de productie op te starten en alle bronnen van besmetting uit te schakelen, maar men slaagde er uiteindelijk in met technische steun van IITA, CABI en Roy Bateman van IPARC die de laatste versie van de 'Mycoharvester' installeerde. De licentie voor Green Muscle werd eind 2007 verleend. Gedurende de daaropvolgende vier jaar werd de productie en de marketing verzorgd door de stichting Fondation Agir pour l'Education et la Santé, waarvan Mme. Wade de voorzitster was. Die stichting heeft het niet lang uitgehouden en ging ten onder aan interne meningsverschillen, vooral over de mate waarin privékapitaal ingebracht moest worden om de productie van Green Muscle en vergelijkbare producten te doen voortduren. Na het verlies van president Wade in de presidentiële verkiezingen van 2012 werd de stichting opgedoekt. De productie van schimmels was al acht maanden eerder stopgezet. 
Becker Underwood South Africa, overgenomen door BASF SE in 2012, was toen de enige producent van Green Muscle. Het product lijkt nu echter van de markt verdwenen te zijn en zijn registraties verlopen. Daarom besloot het nieuwe Zwitserse bedrijf Eléphant Vert een nieuw product, NOVACRID, te ontwikkelen dat een andere stam van M. acridum bevat.